# Jami Goldman
Jami Goldman, född 21 november 1968[källa behövs], amerikansk idrottskvinna inom handikappidrott. 
Jami förlorade sina ben från knäna och nedåt i ett trafikolycka 1987. Tillsammans med en god vän hade Jami varit på en kortare skidsemester I Colorado. På vägen hem fastnade de i en snöstorm, de fick tillbringa flera dagar instängda i den bil som de färdats i. De blev till slut räddade men fick båda svåra frostskador.
1996 tog Goldman en masterexamen i barns utveckling från California State University.  Jami medverkade 2000 i en reklamfilm för sportmärket Adidas.
Under sin aktiva karriär innehöll Goldman tre stycken världsrekord i löpning på kortdistans.